# Екзон
Екзон — ділянка ДНК в межах гену, яка переводиться у зрілу молекулу матричної РНК (мРНК) у процесах транскрипції і сплайсингу. Екзони більшості генів еукаріотів і деяких генів прокаріотів розділені сегментами некодуючої ДНК (інтронами), які видаляються під час сплайсингу.
Екзон несе кодуючу послідовність до білка або його  частини.  Екзони  розділені  некодуючими  послідовностями (інтронами). В еукаріотах більшість генів мають у своєму складі певну кількість екзонів.
Термін «екзон» ввів 1978 року американський біохімік Волтер Гілберт (англ. Walter Gilbert).